# Deuxième guerre du Haut-Karabagh
Pour les articles homonymes, voir Guerre du Haut-Karabagh, Affrontements armés arméno-azerbaïdjanais de juillet 2020 et Conflit frontalier au Haut-Karabagh.
- Territoires de l'Arménie
- Territoires de l'Azerbaïdjan
- Territoires contrôlés par l'Artsakh
- Territoires réclamés par l'Artsakh mais sous contrôle de l'Azerbaïdjan
- Territoires repris militairement par l'Azerbaïdjan
- Territoires passant sous contrôle de l'Azerbaïdjan selon l’accord
- Corridor de Latchine, reliant l’Arménie et l’Artsakh, sous contrôle russe

 2 morts
Civils :

Conflit frontalier au Haut-Karabagh
Batailles
- Guerre de 1988-1994
- Affrontements de Mardakert de 2008
- Affrontements de 2010
- Affrontements de Mardakert de 2010
- Affrontements de 2012
- Affrontements de 2014
- Destruction d'un hélicoptère en 2014
- Guerre d'Avril
- Affrontements de 2018
- Affrontements de juillet 2020
- Guerre de 2020
- Opération Farukh
- Guerre de 2023

La deuxième guerre du Haut-Karabagh, aussi appelée guerre du Haut-Karabagh de 2020, ou guerre des 44 jours ou encore opération Poing d'acier par le gouvernement azerbaïdjanais est un conflit post-soviétique opposant la république autoproclamée du Haut-Karabagh — aussi appelée Artsakh —, soutenue par l'Arménie, à l'Azerbaïdjan, soutenu par la Turquie, pour le contrôle du Haut-Karabagh, un État majoritairement peuplé d'Arméniens mais non reconnu par la communauté internationale depuis sa déclaration d'indépendance de l'Azerbaïdjan en 1991.
Après plusieurs mois de montée des tensions ponctuées d'escarmouches le long de la frontière, l'Azerbaïdjan déclenche le 27 septembre 2020 plusieurs assauts terrestres d'envergure contre le Haut-Karabagh,,, provoquant la mobilisation générale et l'instauration de la loi martiale dans ces pays.
Après treize jours de combat, le 10 octobre, une médiation russe permet aux deux parties de s'entendre sur un cessez-le-feu et une reprise des négociations. Les hostilités reprennent cependant peu après. Le 18 octobre, grâce à une médiation du groupe de Minsk, un second essai pour une mise en place d'un cessez-le-feu est lancé, sans succès. Un troisième cessez-le-feu, humanitaire, négocié par les États-Unis et débutant le 26 octobre, échoue également.
Le 9 novembre, après la prise de Chouchi, capitale historique du Haut-Karabagh, par l'armée azerbaïdjanaise, le Premier ministre arménien Nikol Pachinian accepte de signer un accord de fin des hostilités sous l'égide de la Russie qui entre en vigueur le 10 novembre. Celui-ci est qualifié de « capitulation » par le président azerbaïdjanais Ilham Aliev.

Carte de la république du Haut-Karabakh (NKR) et des territoires adjacents avant le conflit. La zone, entourée de frontières rouges, correspond au territoire contrôlé de facto par le NKR de 1994 à 2020. Les zones en jaune correspondent à la région autonome du Haut-Karabakh (NKAO) de l'ère soviétique, tandis que les zones hachurées en jaune sont contrôlées par l'Azerbaïdjan mais revendiquées par la NKR. Les zones hachurées en vert correspondent aux territoires situés en dehors de l'ancienne NKAO et qui étaient de facto détenus par le NKR après la fin de la guerre au Haut-Karabakh en 1994.

Selon l'accord, l'Azerbaïdjan garde les territoires conquis au Haut-Karabagh, et à terme récupère le contrôle de la totalité des sept districts azerbaïdjanais entourant le Haut-Karabagh et d'où les forces arméniennes doivent se retirer. Les Arméniens gardent un droit de passage au niveau du corridor de Latchine qui est sous le contrôle des forces de paix russes. L'accord prévoit également le rétablissement des voies de communication terrestres entre l'Azerbaïdjan et son exclave du Nakhitchevan, à travers le territoire arménien. L'accord prévoit également le déploiement de forces de paix russes dans la région pour cinq ans renouvelables et la création d'un centre d'observation russo-turc afin de contrôler le respect du cessez-le-feu. La question du statut politique du Haut-Karabagh, qui a perdu un tiers de son territoire, demeure irrésolue à l'issue du conflit et aucune proposition n'est faite à cet égard.
La signature de cet accord entraîne plusieurs manifestations en Arménie, réclamant la démission du Premier ministre Nikol Pachinian. À la suite d'une crise politique ayant duré plusieurs mois, celui-ci reste en poste après sa victoire aux élections législatives anticipées de 2021.

## Contexte

### Contexte historique
Le conflit au Haut-Karabagh découle de la période de tutelle de l'URSS sur l'Arménie et l'Azerbaïdjan. En 1921, l'armée soviétique envahit le Caucase et réunit les républiques au sein de la république socialiste fédérative soviétique de Transcaucasie, annexée à l'Union soviétique. Les Bolcheviks créent ensuite un comité de sept membres, le Bureau du Caucase (le Kavburo), qui, sous la supervision de Staline, alors commissaire du Peuple pour les nationalités, doit appliquer dans la région le découpage ethnique de type soviétique, avec des républiques et des régions autonomes.
Ce comité vote par quatre voix à trois en faveur d'une annexion du Karabagh à la république socialiste soviétique d'Arménie. Toutefois, des protestations de la part des dirigeants azerbaïdjanais, notamment le dirigeant du parti communiste d'Azerbaïdjan, Nariman Narimanov, ainsi qu'un soulèvement anti-soviétique à Erevan en 1921 dégradent les relations entre la Russie et l'Arménie. Cette situation conduit le comité à revenir sur sa décision le 4 juillet 1921 et à attribuer le Karabagh à la république socialiste soviétique d'Azerbaïdjan, incorporant l'oblast autonome du Haut-Karabagh à la RSS d'Azerbaïdjan en 1923, malgré une population de l'oblast à 94 % arménienne,. La capitale, auparavant Chouchi (Շուշի), devient Khankendi, en arménien Stepanakert (Ստեփանակերտ).
En 1991 à la dislocation de l'URSS, les autorités de l'oblast autonome du Haut-Karabagh, ainsi situé en Azerbaïdjan mais peuplé d'Arméniens, ont proclamé leur indépendance pour former le Haut-Karabagh. Lors de la première guerre du Haut-Karabagh (1988-1994), en plus de l'oblast autonome du Haut-Karabagh, les indépendantistes arméniens annexent des territoires voisins peuplés d'Azéris et de Kurdes : cinq régions en totalité, Kelbajar (1 936 km2), Berdzor (1 835 km2), Kubatly (802 km2), Djebrail (1 050 km2), Zanguelan (707 km2), et des territoires de deux autres régions, 1 094 km2 d'Agdam, 1 386 km2 de Fizouli. Les populations de ces sept régions sont déplacées ailleurs en Azerbaïdjan. Depuis le territoire est disputé.

### Contexte immédiat
Depuis 1991, les démographies et économies respective de l'Arménie et de l'Azerbaijian divergent, ainsi que leurs budgets militaires respectifs, modifiant profondément l'équilibre régional.
|            |      | Arménie     | Azerbaïjan  |
| ---------- | ---- | ----------- | ----------- |
| Population | 1990 | 3 545 000   | 7 175 200   |
| Population | 2023 | 2 990 900,  | 10 154 000  |
| Population | %    | -15.7%      | +42.5%      |
| PIB        | 1993 | 1.2 Mds US$ | 1.3 Mds US$ |
| PIB        | 2023 | 25 Mds US$  | 79Mds US$   |
| PIB        | %    | +2080%      | +6077 %     |

Démographie de l'Aménie depuis 1949.
Démographie de l'Azerbaijan depuis 1960.

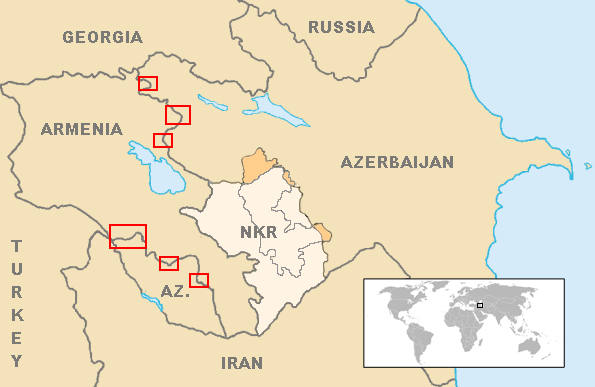
Zone de conflit en juillet 2020 entre l'Arménie et l'Azerbaïdjan.

Le Haut-Karabagh modifie sa constitution par référendum en 2017, prenant le nom de république d'Artsakh.
En juillet 2020, les premières tensions entre l'Arménie et l'Azerbaïdjan sont observées avec quelques pertes des deux côtés, non pas au Haut-Karabagh, mais à la frontière azéro-arménienne au niveau de Tovuz et Tavush.

## Préparatifs
Le conflit armé est préparé bien en amont par l'Azerbaïdjan, avec une nette augmentation de ses dépenses de défense dès janvier 2020, consacrée notamment à l'achat massif d'armements neufs à la Turquie (munitions, lance-roquettes, drones). À partir du mois de juin, la Turquie livre plusieurs dizaines de drones Bayraktar TB2 à l'Azerbaïdjan,,.
Dès le mois de juillet 2020, des mercenaires sont recrutés par des organisations paramilitaires turques dans le nord de la Syrie, préférentiellement dans les zones occupées par l'armée d'Ankara. Leur nombre est estimé, selon les sources, de quelques centaines à 4 000 combattants. Ils sont principalement recrutés parmi trois factions pro-turques engagées dans la guerre civile syrienne : la division Hamza, les brigades Sultan Mourad et Sultan Souleymane Chah. D'autres recrues sont d'anciens combattants du groupe Ahrar al-Sham, un groupe salafiste soutenu militairement par la Turquie et dissous en 2018. Les mercenaires sont formés sommairement dans un camp d'entraînement situé sur la frontière syro-turque, à Hiwar Kilis. Ils sont ensuite envoyés par avion vers Bakou, après un transit rapide par une base militaire en Turquie,,.
De plus, d'autres groupes de mercenaires syriens, déjà aguerris à servir pour la Turquie, sont transférés depuis la Libye (elle aussi en situation de guerre civile). Ils transitent par le territoire turc, puis à partir de la mi-septembre sont transférés par avion vers l'Azerbaïdjan. Leur nombre serait de quelques centaines à 1 400 combattants.
Quelques jours avant le début de la guerre, une activité inhabituelle d'avions gros porteurs turcs de type A400M est détectée. Ils effectuent de nombreuses rotations entre la Turquie et Bakou. Outre le matériel livré, des opérateurs de drones, des conseillers militaires, et des officiers de renseignement turcs arrivent ainsi sur le territoire azerbaïdjanais juste avant le déclenchement des offensives. De même, plusieurs Iliouchine Il-76 sont repérés faisant des rotations entre une base militaire en Israël, autre principal fournisseur d'armes et de drones à l'Azerbaïdjan, et Bakou.
Du côté arménien, la reprise du conflit armé n'avait pas été anticipée et la forte intensité des combats dès les premiers jours fut une surprise totale.

## Déroulement

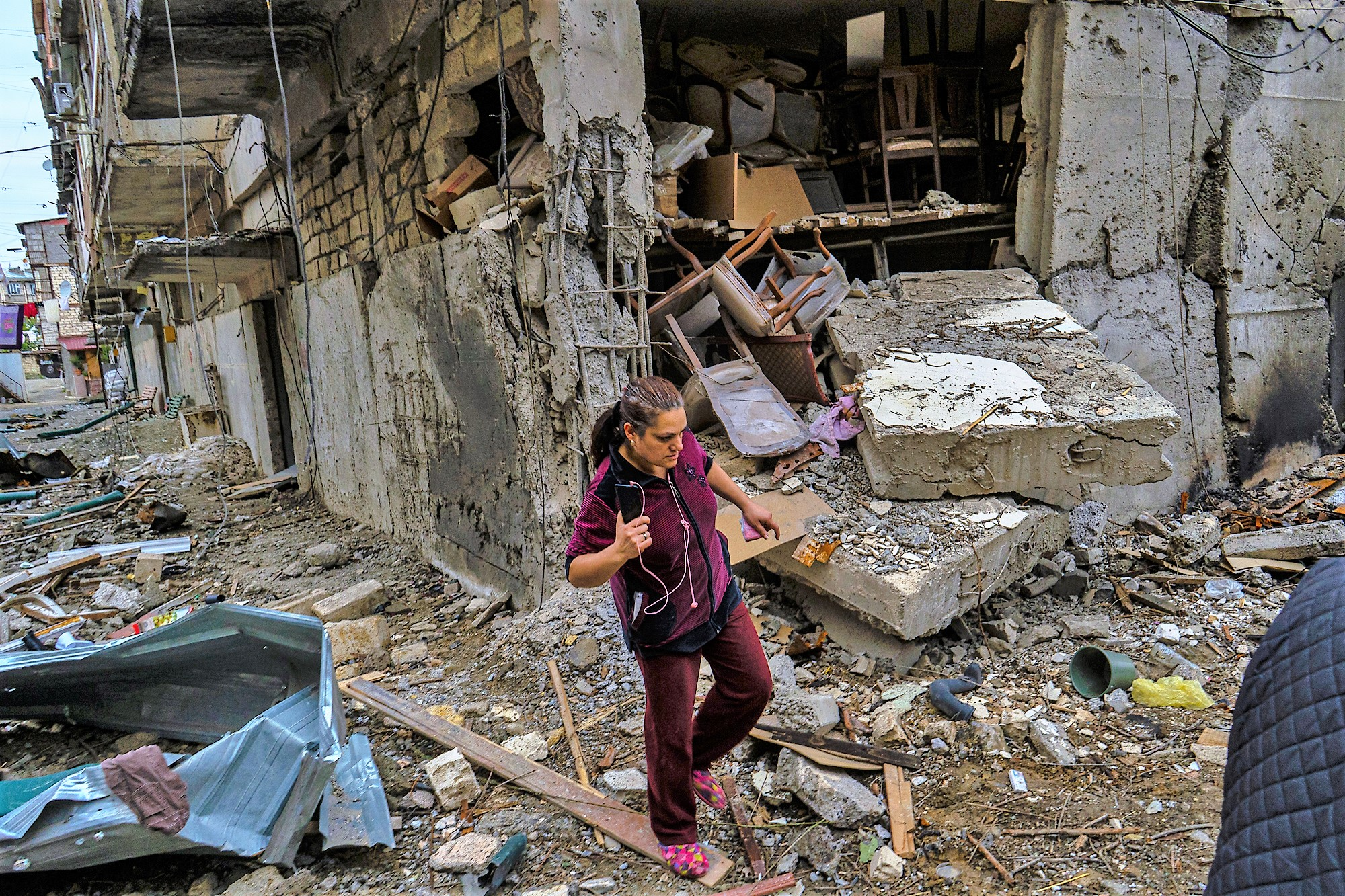
Complexe d'habitation en république d'Artsakh, détruit par les bombardements de l'Azerbaïdjan.

Le 27 septembre 2020, des combats meurtriers éclatent dans le Haut-Karabagh entre les forces arméniennes et azerbaïdjanaises. Stepanakert, capitale du Haut-Karabagh, est bombardée par les Azerbaïdjanais. Au moins trois tracteurs-érecteurs-lanceurs 9K35 Strela-10 et six 9K33 Osa de défense anti-aériennes arméniens sont détruits lors d'attaques de drones azerbaïdjanais, dont des Bayraktar TB2 d'origine turque. L'Azerbaïdjan revendique la prise du mont Mourovdags et de six villages, dont cinq dans le district de Fizouli et un dans le district de Jebrail. L'Arménie nie, mais les autorités du Haut-Karabagh reconnaissent la perte de quelques positions.
Le Premier ministre arménien, Nikol Pachinian, déclare alors que l'Azerbaïdjan a « déclaré la guerre » à l'Arménie et décrète « la mobilisation générale » et l'instauration de « la loi martiale ». Le ministère azerbaïdjanais de la Défense annonce pour sa part le lancement d'une « contre-offensive sur toute la ligne de front » du Karabakh, afin de « mettre fin à des activités militaires des forces armées de l’Arménie ». Le président azerbaïdjanais Ilham Aliyev décrète également la loi martiale et déclare : « L'armée azerbaïdjanaise combat aujourd’hui sur son territoire, défend son intégrité territoriale, porte des coups dévastateurs à l’ennemi. Notre cause est juste et nous allons vaincre ».
Les combats se poursuivent le 28 septembre : les autorités du Haut-Karabagh affirment avoir repris quelques positions perdues la veille, mais les forces azerbaïdjanaises affirment au contraire avoir effectué de nouveaux gains territoriaux près du village de Talych.
Le 29 septembre, l'Arménie affirme qu'un de ses avions Su-25 a été abattu par un F-16 de l'armée de l’air turque, ce qu'Ankara et Bakou démentent.
Le 1er octobre, l'Arménie annonce avoir abattu quatre drones de reconnaissance azerbaïdjanais à proximité d'Erevan, sa capitale.
Le 3 octobre, le président Aliyev annonce que les villages de Madaghis, Talish, Mehdili, Chaxirli, Aşağı Maralyan, Sheybey, Guyjag et Achaghi Abdurrahmanli ont été capturés par les forces azerbaïdjanaises,. Le même jour, la ville de Stepanakert est bombardée pour la première fois à l'artillerie lourde, portant le nombre de pertes civiles arméniennes à 14. Les civils commencent alors à évacuer la ville en masse.
Le 4 octobre, Bakou annonce la prise du district de Jabrayil et accuse l'Arménie, qui nie, d'avoir bombardé la ville de Gandja, deuxième ville d'Azerbaïdjan, où il y aurait un mort et quatre blessés chez les civils,. L’Azerbaïdjan riposte en bombardant de nouveau Stepanakert, le président azerbaïdjanais Ilham Aliev impose le retrait des forces arméniennes comme seule condition pour un cessez-le-feu.
Le 7 octobre, après 10 jours de combat, environ 50 % de la population a quitté le Haut-Karabakh, la majorité pour Erevan.
Le 8 octobre, des frappes aériennes azerbaïdjanaises contre la ville de Chouchi font plusieurs blessés et causent des dégâts importants à la cathédrale.
Le 9 octobre, l’Azerbaïdjan annonce que l'armée azerbaïdjanaise a libéré le bourg de Hadrout ainsi que plusieurs villages. Côté arménien, on parle d'une retraite tactique.
Le 10 octobre à midi, un cessez-le-feu est décrété sans précision de durée. Les parties l'ont négocié après une visite à Moscou où les ministres des Affaires étrangères arménien, azerbaïdjanais et russe se sont consultés pendant dix heures. Le cessez-le-feu va permettre d'échanger les prisonniers de guerre et les corps des tués. Les parties se sont aussi engagés à reprendre les négociations pour résoudre leur différend territorial, mais malgré le cessez-le-feu, des attaques se poursuivent des deux côtés.
Dans la nuit du 10 au 11 octobre, des bombardements nocturnes arméniens sur la ville azerbaïdjanaise de Gandja causent la mort de sept civils et font 33 blessés, selon le ministre des Affaires étrangères azerbaïdjanais qui accuse l’Arménie de rompre le cessez-le-feu. L'Arménie accuse également l’Azerbaïdjan d’avoir violé le cessez-le-feu avec des bombardements sur Stepanakert,.
Le 13 octobre, après que de nouveaux bombardements ont eu lieu des deux côtés, le cessez-le-feu est considéré comme ayant échoué[réf. nécessaire].
Le 14 octobre, l’Azerbaïdjan a annoncé avoir frappé des sites de lancement de missiles sur le territoire arménien, ce qui laisse craindre une escalade des combats dans la région.
Le 16 octobre, le président Aliyev déclare que la récupération de la ville historique azerbaïdjanaise de Chouchi est un objectif incontournable.
Dans la nuit du 17 octobre, la ville de Gandja est une nouvelle fois la cible de missiles Scud qui auraient causé la mort de treize civils, selon le président azerbaïdjanais. Une centrale hydraulique a également été touchée dans la ville de Mingəçevir. L’Azerbaïdjan annonce la capture de la ville de Fizouli et de plusieurs villages.
Grâce à une médiation des coprésidents du groupe de Minsk, une trêve humanitaire est négociée par les deux parties à partir du 18 octobre. Mais ce second cessez-le-feu, comme le premier, ne tient finalement que quelques heures.
Le 18 octobre, le drapeau azerbaïdjanais est hissé au pont de Khudaferin, à la frontière iranienne. Dans l'Azerbaïdjan iranien, notamment à Tabriz, des manifestations ont lieu demandant l'arrêt du soutien du gouvernement iranien à l'Arménie par la fermeture des frontières entre les deux pays.
Par ailleurs, le bureau du procureur général de l’Azerbaïdjan affirme que les forces de défense aérienne azerbaïdjanaises ont « neutralisé » des missiles arméniens tirés en direction de la région de Khizi, au nord de Bakou. Selon eux, « certaines parties des missiles sont tombées à une distance de 250 m de l'oléoduc stratégique Bakou-Novorossiysk passant par le village de Sitalchay ». Le but d'une telle attaque serait « de détruire délibérément un grand nombre d'infrastructures, créant ainsi un environnement dangereux pour les oléoducs de pétrole brut et de condensats d'exportation, dont la destruction pourrait causer des dommages matériels importants ». La partie arménienne dément.
Le 19 octobre, un drone turc Bayraktar TB2 de l'armée azerbaïdjanaise aurait été abattu pour la première fois par les forces arméniennes.
Le 20 octobre, l’Azerbaïdjan annonce la prise de la ville de Zangilan.
Le 21 octobre, le Premier ministre arménien considère qu'aucune solution diplomatique ne se dessine dans ce conflit. Il appelle également « les dirigeants des villes, des districts, des villages, des partis politiques, des organisations civiles, des cercles des affaires, d'organiser des unités de volontaires ».
Le 22 octobre, l'entièreté de la frontière avec l'Iran passe sous contrôle de l’Azerbaïdjan. Au total, depuis le 27 septembre, trois villes et 112 villages ont été capturés par l'armée azerbaïdjanaise. Cette dernière se dirige alors en direction du nord pour saisir le corridor de Latchin, voie d'accès la plus courte entre l'Arménie et le Haut-Karabagh. D’après le président russe Vladimir Poutine, le nombre de morts approcherait les 5 000 dans la guerre au Haut-Karabakh.

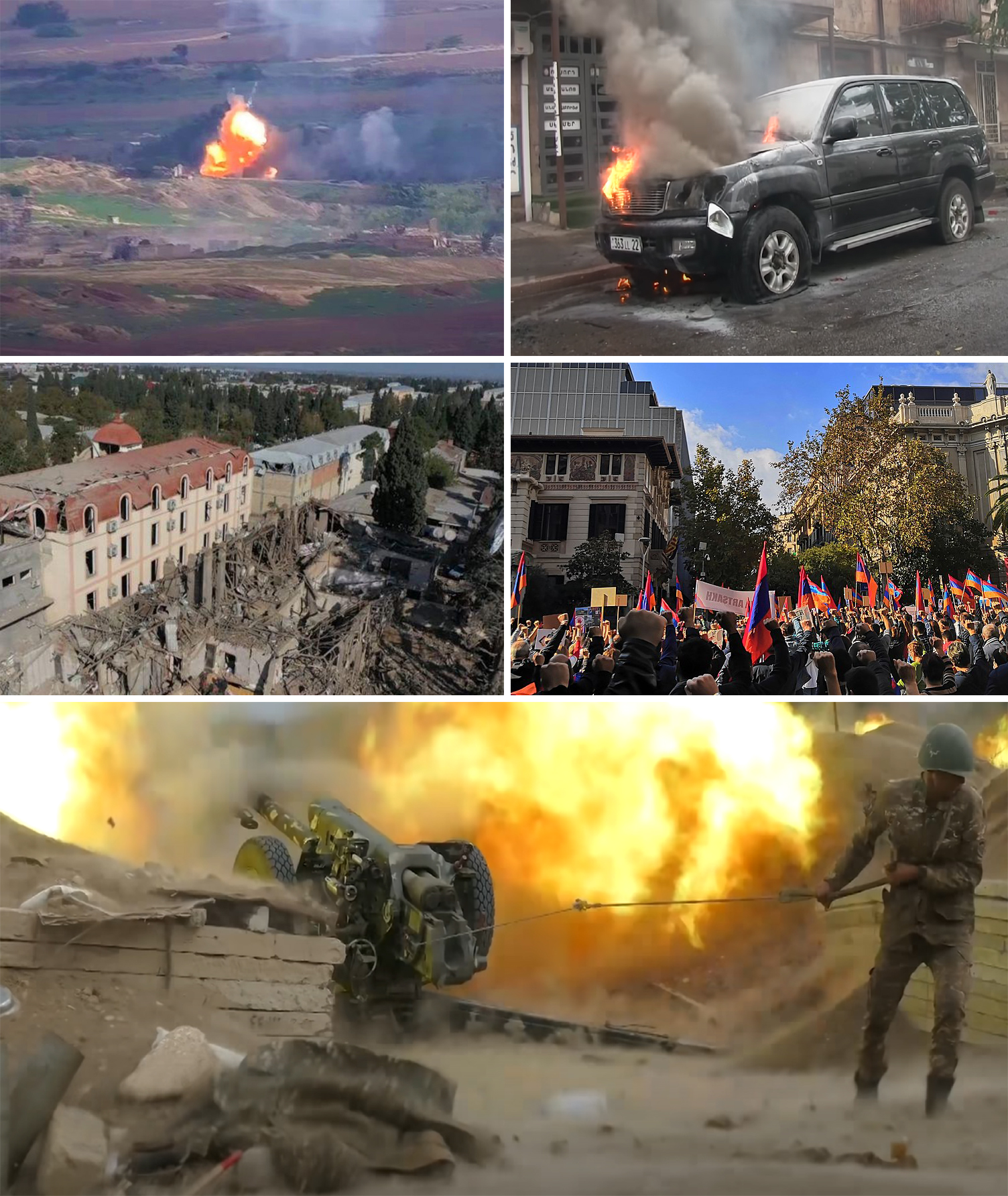
De gauche à droite : engagements sur le front sud, voiture détruite lors d'un bombardement à Stepanakert, résultats des bombardements de Gandja, manifestations pro-Arménie à Barcelone, artillerie arménienne en action.

Le 23 octobre, Stepanakert a été soumise à une attaque de missiles intense.
Le 24 octobre, l’Arménie confirme que la zone sud bordant l'Iran est sous contrôle azerbaïdjanais.
Le 25 octobre, l’Azerbaïdjan annonce la prise de la ville de Qubadli.
Le 26 octobre, un troisième cessez-le-feu humanitaire, annoncé la veille par le département d'État des États-Unis, débute à 8 h (heure locale). Les deux camps s'accusent de violer le cessez-le-feu quelques heures après sa mise en application. Un civil aurait été tué et deux autres blessés lors d’une attaque missile azerbaïdjanaise contre un village dans le Haut-Karabakh, selon un délégué pour les droits de l’Homme de la région.
Le 27 octobre, Jalal Harutyunyan est remplacé par Mikyael Arzumanyan au poste de ministre de la Défense du Haut-Karabagh après avoir été blessé au combat. Il aurait été touché par une frappe de drone azerbaïdjanaise, information démentie par l’Arménie. Par ailleurs, le chef du département de contre-espionnage du Service national de sécurité de l'Arménie, Hovhannes Karumyan, est démis de ses fonctions sans plus de précision. Le même jour, l'Arménie reconnaît la perte de Goubadly.
Le 28 octobre, l'Azerbaïdjan a accusé les forces arméniennes d'avoir tué 21 personnes et blessé des dizaines d'autres lors d'une frappe de missiles Smerch à Barda, l'attaque la plus meurtrière signalée sur des civils en un mois de combats. Bakou avait déjà dénoncé la veille une autre attaque sur Barda qui avait fait cinq morts. L'Arménie a démenti.
Le 29 octobre, une nouvelle rencontre a eu lieu à Genève entre les ministres des Affaires étrangères d’Arménie et d’Azerbaïdjan. Le président de la république du Haut-Karabagh Arayik Haroutiounian affirme que l'armée azerbaïdjanaise est à 5 km de Chouchi. Selon lui, « qui contrôle Chouchi, contrôle Artsakh ».
Début novembre, des bombes au phosphore sont utilisées par les forces azerbaïdjanaises sur « au moins 1 815 hectares de forêt » ce que Bakou a démenti.
Le 2 novembre, la mort du vice-ministre de la Défense du Haut-Karabagh Artur Sarkissian est annoncée. Par ailleurs, Amnesty International et Human Rights Watch accusent l'Arménie d'avoir utilisé des bombes à sous-munitions, une arme prohibée par la Convention sur les armes à sous-munitions, lors de l'attaque contre Barda le 28 octobre. Le Haut-Commissariat des Nations unies aux droits de l'homme évoque des crimes de guerre et dénonce l'utilisation de ces armes prohibées par les deux parties. Le même jour l'Arménie accuse l'Azerbaïdjan d'avoir mené des frappes sur son territoire.
Le 5 novembre, le président azerbaidjanais Aliyev déclare à l'EFE : « Quatre des cinq districts occupés ont déjà été libérés, complètement ou partiellement, et nous sommes aujourd'hui dans une phase active de « désoccupation » d'autres districts qui ont été occupés. Et comme je l'ai dit, nous appliquons les résolutions du Conseil de sécurité des Nations unies et, soit dit en passant, nous avons déjà mis en œuvre une partie des principes de base, car les principes de base pour le règlement qui ont été proposés par le groupe de Minsk de l'OSCE exigeaient en fait la libération des territoires occupés de l'Azerbaïdjan. Malheureusement, l'Arménie n'était pas disposée à le faire volontairement, c'est pourquoi nous avons dû la forcer à le faire. »
Le 7 novembre, lors d'un appel téléphonique avec Poutine, Erdoğan dit que les forces arméniennes doivent quitter les territoires azerbaïdjanais et que « les dirigeants arméniens (devaient) être convaincus de s'asseoir à la table des négociations », à laquelle la Turquie prendrait part,.
Le 8 novembre, Bakou annonce la prise de la ville de Choucha (ou Chouchi pour les Arméniens), la veille du Jour du drapeau national, mais l'Arménie dément et affirme que les combats continuent. La porte-parole du ministère de la Défense arménien, Shushan Stepanyan, déclare qu'un drone Bayraktar TB2 a été abattu par leur système de défense aérienne dans le sud-est du Haut-Karabagh.
Le 9 novembre, l'Azerbaïdjan publie une vidéo montrant les forces spéciales azerbaidjanaises au sein de la ville de Choucha. Aliyev annonce la prise d'une vingtaine de villages. Le porte-parole présidentiel de la république autoproclamée du Haut-Karabagh Vahram Poghosyan confirme que leurs forces ne contrôlent plus Choucha. En début de soirée, un hélicoptère militaire russe MI-24 est abattu au-dessus d'un village arménien non loin du Nakhitchevan ; deux pilotes trouvent la mort. Peu de temps après, l'Azerbaïdjan reconnaît avoir abattu l'appareil par erreur en pensant à des « provocations de la partie arménienne » dans le cadre du conflit du Haut-Karabagh, et présente ses excuses à la Russie. Un accord de paix est signé entre l'Arménie et l'Azerbaïdjan visant à mettre fin à la guerre au Haut-Karabagh[réf. souhaitée].

## Cessez-le-feu

Une carte de l'accord de cessez-le-feu du Haut-Karabakh de 2020.

Une déclaration conjointe du président de la république d'Azerbaïdjan, du Premier ministre de la république d'Arménie et du président de la fédération de Russie sur un cessez-le-feu complet de toutes les hostilités dans la zone du Haut-Karabakh est publiée le 10 novembre à minuit heure de Moscou. Des émeutes éclatent à Erevan en réaction à cette nouvelle.
Des milliers d'Arméniens du Haut-Karabakh doivent quitter leur foyer en prévision de l'application de l'accord de fin de conflit. Les journalistes présents sur place observent que de nombreux habitants incendient leur maison pour qu'elles ne soient pas occupées par les Azerbaïdjanais,,. Le 20 novembre, l'Azerbaïdjan reprend possession du district d'Agdam, puis le 25 novembre celui de Kelbadjar et le 1er décembre, le district de Latchine, conformément à l'accord de cessez-le-feu.
L’Azerbaïdjan est accusé par l'ONG Human Rights Watch de maltraiter ses prisonniers de guerre. Des vidéos diffusés sur les réseaux sociaux montrent des soldats azerbaïdjanais gifler, donner des coups de pied et humilier des détenus arméniens. Plusieurs d’entre eux ont été contraints d’embrasser le drapeau azerbaidjanais et de louer le président Ilham Aliev.

## Suites

### Tensions au Syunik et Gegharkunik
En mai 2021, de nouvelles tensions apparaissent entre l'Arménie et l’Azerbaïdjan dans les régions de Syunik et de Gegharkunik. L'Arménie accuse l’Azerbaïdjan de violer son intégrité territoriale en s'infiltrant en territoire arménien pour conquérir de nouveaux territoires. L’Azerbaïdjan de son côté nie ces accusations en expliquant que ces soldats ne font que protéger la frontière azerbaïdjanaise. Tandis que les États-Unis et la France appellent au retrait immédiat des troupes azerbaïdjanaises, la Russie se limite à rappeler que l'accord de cessez-le-feu doit être strictement respecté. Les incursions azerbaïdjanaises s'expliqueraient par la volonté de Bakou d'ouvrir un corridor reliant le Nakhitchevan à l'Azerbaïdjan occidental, tandis que l'accord de cessez-le-feu ne prévoit que la restauration des liaisons de transport internationales de la région, incluant celle reliant l'Azerbaïdjan avec le Nakhitchevan, sous le contrôle des forces russes de sécurité.

## Réactions internationales

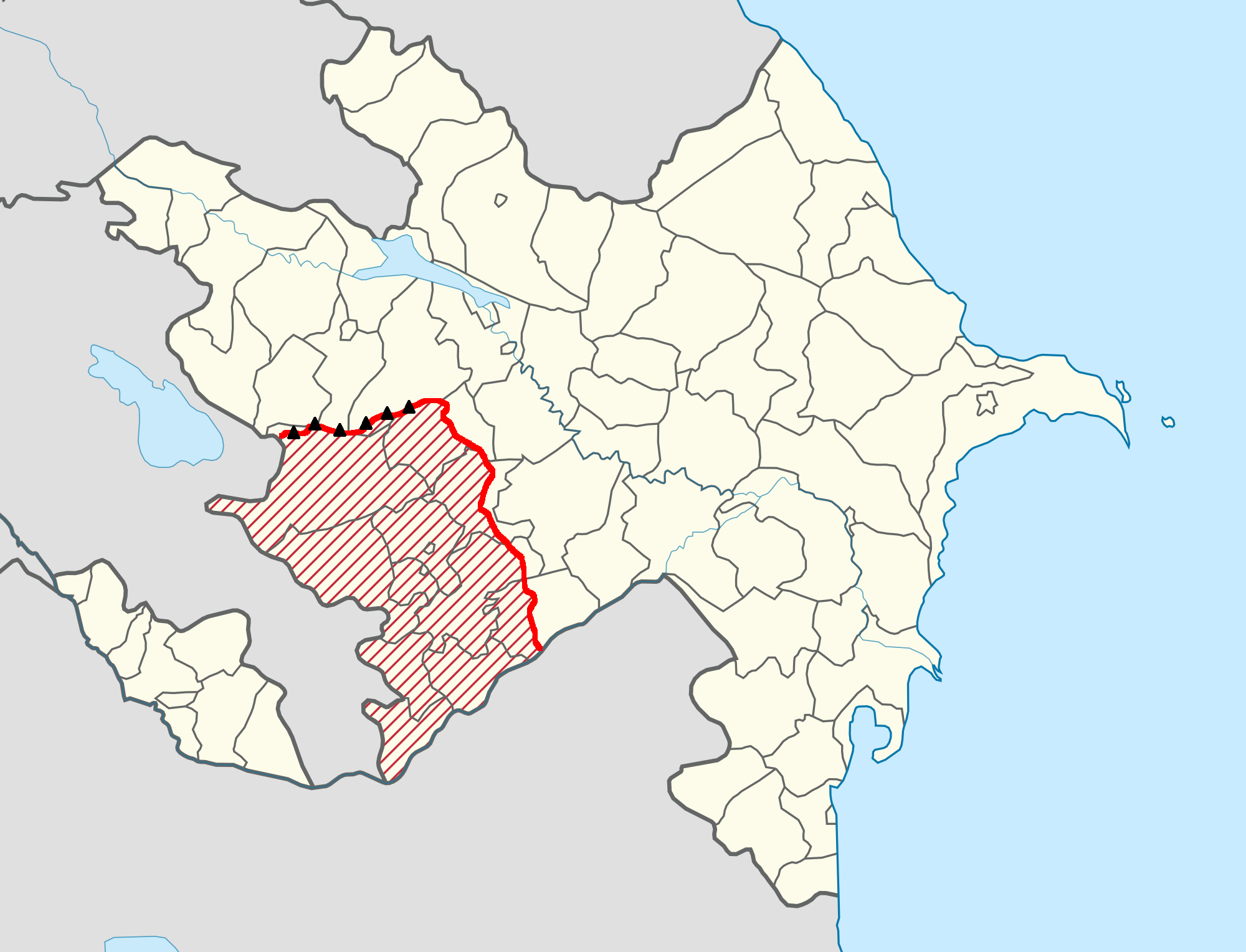
Ligne de front entre l'Artsakh et l'Azerbaïdjan avant la guerre.

Dès le 27 septembre, l'ONU, l'Union européenne, les États-Unis et la France appellent à la fin des combats. Le 28 septembre, réuni en urgence, le Conseil de sécurité de l'ONU demande également la fin immédiate des combats.

### États-Unis
Le 15 octobre, le secrétaire d'État américain Mike Pompeo déclare : « Nous espérons que les Arméniens pourront se défendre contre ce que font les Azerbaïdjanais ».
Le 23 octobre, une visite séparée entre Pompeo et les ministres des Affaires étrangères de l'Azerbaïdjan et de l'Arménie a lieu à Washington.

### France
Le 1er octobre, le président français Emmanuel Macron accuse la Turquie d'envoyer des « djihadistes » en Azerbaïdjan. Il précise que près de 300 combattants syriens ont été transférés de la ville d'Alep vers l'Azerbaïdjan via Gaziantep et demande des explications à la Turquie. Cependant pour le journaliste Wassim Nasr, les mercenaires syriens ne peuvent être qualifiés de « djihadistes »,. À l'issue d'une rencontre entre Emmanuel Macron et Armen Sarkissian, la France décide d'envoyer une aide médicale à l'Arménie.
Ce conflit a ravivé les tensions entre les diasporas turque et arménienne récurrentes depuis des décennies. Le 4 novembre, un groupe ultra-nationaliste turc, les Loups gris, est dissous. Cette dissolution fait suite à la profanation du Mémorial du génocide arménien de Décines-Charpieu et le Centre national de la mémoire arménienne, près de Lyon.

### Hongrie
La Hongrie, par le biais de son ministre des Affaires étrangères et du Commerce, Péter Szijjártó, apporte son soutien à l’Azerbaïdjan, en précisant que le Haut-Karabagh se situe dans le territoire internationalement reconnu de l'Azerbaïdjan et que la Hongrie soutient l'intégrité territoriale et la souveraineté des États en tant que principes de droit international public.

### Iran
Officiellement, l'Iran est neutre et appelle à la fin du conflit. De fait néanmoins, le gouvernement iranien soutient l'Arménie. Selon le politologue français Florent Parmentier, « l’Arménie s'est convertie au christianisme en tant que religion d’État avant l'Empire romain. La raison pour laquelle l'Iran encourage plutôt l'Arménie : ce n'est pas seulement ses relations avec la Russie qui détermine ça, c’est également le fait que l'Iran a une solide minorité azérie sur son territoire. L'Iran, de ce point de vue là, a des relations un peu méfiantes vis-à-vis de l'Azerbaïdjan, mais aussi vis-à-vis de la Turquie. On voit effectivement que dans ce cadre là, une théocratie chiite va plutôt soutenir un État avec lequel elle a plus d'intérêts stratégiques que d'intérêts confessionnels [Iran et Azerbaïdjan sont des pays chiites] ». Pour le professeur Bülent Aras de l'Université Sabancı, « des raisons telles que les conflits territoriaux entre les deux pays [Iran et Azerbaïdjan], le nationalisme croissant parmi les Turcs azéris [environ 15 millions d'Azéris vivent en Iran], les questions concernant le partage des ressources naturelles de la mer Caspienne, les relations étroites de l'Azerbaïdjan avec Israël [qui est un ennemi juré de l'Iran au Moyen-Orient], et un désir politique d'équilibrer les relations entre la Turquie et l'Azerbaïdjan conduisent parfois à des tensions et des crises entre Bakou et Téhéran ». Selon Eşref Yalinkiliçli, un analyste politique de la chaîne TRT World, « En Iran, en raison de l'énorme population turque, il y a toujours eu une crainte politique que deux Azerbaïdjan, Bakou [la capitale du nord de l'Azerbaïdjan] et Tabriz [la capitale du sud de l'Azerbaïdjan] se rejoignent à un moment donné », en référence au concept nationaliste du Grand Azerbaïdjan.
En conséquence, les autorités iraniennes veulent éviter à tout prix que le conflit se propage sur le sol iranien. En temps de guerre, des manifestations, généralement réprimées par la police, se déroulent régulièrement dans le nord de l'Iran, où il y a une forte concentration d'Azéris, pour demander au gouvernement iranien de soutenir l'Azerbaïdjan plutôt que l'Arménie,.
Le 25 octobre, le corps des Gardiens de la révolution islamique d'Iran a renforcé sa présence à la frontière du pays avec l'Azerbaïdjan. Des chars, des troupes terrestres et des équipements militaires ont été déployés dans les villes de Khoda Afarin et Jolfa, qui se trouvent à la frontière de l'Azerbaïdjan et également près de la frontière de l'Iran avec l'Arménie. Les forces terrestres régulières de l'Iran ont également annoncé le début de nouveaux exercices militaires dans le nord-ouest.
Le 28 octobre, Ali Akbar Velayati, un conseiller proche du Guide suprême Ali Khamenei, a dénoncé « l’occupation » du Haut-Karabakh par les séparatistes arméniens. Le 3 novembre, Khamenei lui-même déclare que « les territoires dont s'est emparée l'Arménie doivent être rendus et libérés » à l'Azerbaïdjan.

### Israël
Dans le domaine de la défense, Israël est devenu un important partenaire de l'Azerbaïdjan. Les munitions et les armes fournies par Israël ont constitué une composante importante de la supériorité militaire de l'Azerbaïdjan sur l'Arménie. Selon le Stockholm International Peace Research Institute (Sipri), entre 2013 et 2016, 30 % des armes majeures importées par Bakou provenaient d'Israël. Entre 2016 et 2020, cette proportion est montée à 69 %. Par ailleurs, le Middle East Institute (MEI) indique qu'Elta Systems, une filiale d'Israel Aerospace Industries (IAI), a effectué une cartographie du Haut-Karabakh « qui a aidé les forces azéries à mener leurs opérations sur le champ de bataille pendant la guerre ».
Le quotidien israélien Haaretz observe que le nombre de vols d'avions-cargo entre Israël et l’Azerbaïdjan a considérablement augmenté pendant la guerre en 2020. Le 1er octobre, l'Arménie décide de rappeler l'ambassadeur arménien en Israël.
Le soutien, discret publiquement, d’Israël pour l’Azerbaïdjan s'explique par plusieurs raisons. Avec l'appui américain, l'Azerbaïdjan est considéré par Israël comme un allié stratégique contre l'Iran, ennemi principal d'Israël. Le Mossad aurait ainsi établi une station d'écoute en Azerbaïdjan pour espionner l'Iran. Selon l'Institut international de recherche sur la paix de Stockholm, l’Azerbaïdjan est aussi le deuxième plus gros acheteur d'armes israéliennes après l'Inde. De son côté, Israël importe par exemple du pétrole azerbaïdjanais,. Enfin, contrairement à de nombreux pays post-soviétiques, la tolérance religieuse de l'Azerbaïdjan, pays musulman chiite, envers les Juifs est mise en avant par la presse israélienne.

### Russie
La Russie qui, bien qu'"alliée" de l'Arménie, vend également des armes à l'Azerbaïdjan, se positionne en arbitre régional, appelant les deux camps à mettre fin aux hostilités. La Russie, via son ministre des affaires étrangères, s'est dite prête à collaborer avec la Turquie dans le but de stabiliser la situation et d'aider à la résolution de ce conflit. Le 7 octobre, Vladimir Poutine affirme que la Russie n'interviendra pas aux côtés des Arméniens, affirmant que « les affrontements ne se déroulent pas » sur le territoire arménien.
Le 26 octobre, à Idleb, la Russie bombarde un camp d'entraînement de Faylaq al-Cham, un groupe rebelle syrien proche du gouvernement turc, tuant près de 80 personnes. Pour l'analyste Nicholas Heras, il s'agit d'un message adressé à la Turquie pour signifier que la Russie « peut frapper les supplétifs syriens (d'Ankara) autant qu'elle le souhaite, si la Turquie n'engage pas une désescalade des activités militaires allant à l'encontre des intérêts russes en Libye, en Syrie et dans le Nagorny-Karabakh ».
Le 29 octobre, Vladimir Poutine déclare que la Russie prône la restitution à l'Azerbaïdjan des sept régions occupées par l'Arménie et l'octroi d'un statut particulier au Haut-Karabagh. Il explique que l'Azerbaïdjan fait valoir que « ces sept régions n'ont de toute façon aucun rapport ni avec le conflit ethnique, ni avec l'Arménie. Ce sont des territoires originellement azerbaïdjanais. L'Azerbaïdjan dit : nous avons le droit de retrouver ces territoires. Chacun a sa vérité. Il n'y a pas de solution facile, ici ».
Le 31 octobre, Nikol Pachinian demande l'aide à Poutine compte tenu du « rapprochement des hostilités de la frontière arménienne » et conformément au Traité d'amitié, de collaboration et d'assistance mutuelle entre l'Arménie et la Russie, signé le 29 août 1997. Moscou répond qu'il « apportera toute aide nécessaire à Erevan, si les combats se déplacent directement sur le territoire arménien ».

### Turquie

#### Soutien majeur de l'Azerbaïdjan
Alliée de l'Azerbaïdjan, la Turquie condamne l'« attaque arménienne »,,. Elle envoie également des mercenaires de l'Armée nationale syrienne en Azerbaïdjan,,,,,,,,. Ces derniers appartiennent à la Division Sultan Mourad, à la Division al-Hamza, au Liwa Sultan Souleymane Chah et à quelques autres factions de la rébellion syrienne,. Le déploiement de mercenaires syriens est démenti par la Turquie et par l'Azerbaïdjan. Cependant, le 2 octobre le journal Le Monde indique que « leur présence sur le terrain […] est attestée par les annonces de décès qui commencent à émerger sur les réseaux sociaux ».
Ankara décide courant octobre de déployer également des mercenaires libyens. Recrutés par la société militaire privée turque SADAT, proche du président Recep Tayyip Erdoğan, ces combattants seraient de préférence spécialisés dans le lancement des missiles antichar.

#### Critiques à l'égard du groupe de Minsk
Erdoğan accuse les États-Unis, la Russie et la France de fournir un soutien militaire à l'Arménie.
Le 21 octobre, durant une interview avec la chaîne CNN Türk, le vice-président de la République Fuat Oktay explique que la Turquie n'hésitera pas à envoyer des troupes et à fournir un soutien militaire à l'Azerbaïdjan si de telles demandes étaient formulées par Bakou et déclare de manière critique que le groupe de Minsk essayait de maintenir le statu quo et soutenait l'Arménie, tant politiquement que militairement.

#### Déploiement de soldats turcs en Azerbaïdjan
Le 16 novembre, conformément à l'article 92 de la Constitution turque, Erdoğan demande l’autorisation du Parlement turc pour déployer des soldats turcs, mais aussi du personnel civil, en Azerbaïdjan afin de « prendre part aux activités du centre de coordination qui sera établi avec la Russie », « assurer le respect du cessez-le-feu » en vigueur depuis le 10 novembre et « établir la paix et la stabilité dans la région pour protéger les intérêts de la Turquie ». Cette autorisation, accordée le lendemain, est valable pour un an et le nombre de soldats turcs déployés est déterminé par le président turc.
Le président turc avertit à l'issue du conflit que la lutte contre l'Arménie n'est pas terminée : « Le fait que l'Azerbaïdjan a sauvé ses terres de l'occupation ne signifie pas que la lutte est terminée. La lutte dans les sphères politiques et militaires va se poursuivre désormais sur de nombreux autres fronts », a-t-il déclaré lors d'un discours en marge d'une parade militaire à Bakou le 10 décembre.

## Bilan humain et matériel
Les pertes militaires infligées et revendiquées par les deux belligérants sont incertaines, du fait des enjeux de propagande et de communication de guerre. Les rapports officiels publiés par les gouvernements impliqués font cependant état de nombreux engagements impliquant victimes civiles et forces militaires. Le 22 octobre 2020, le président russe Vladimir Poutine affirme que les combats ont fait près de 5 000 morts.

### Pertes arméniennes

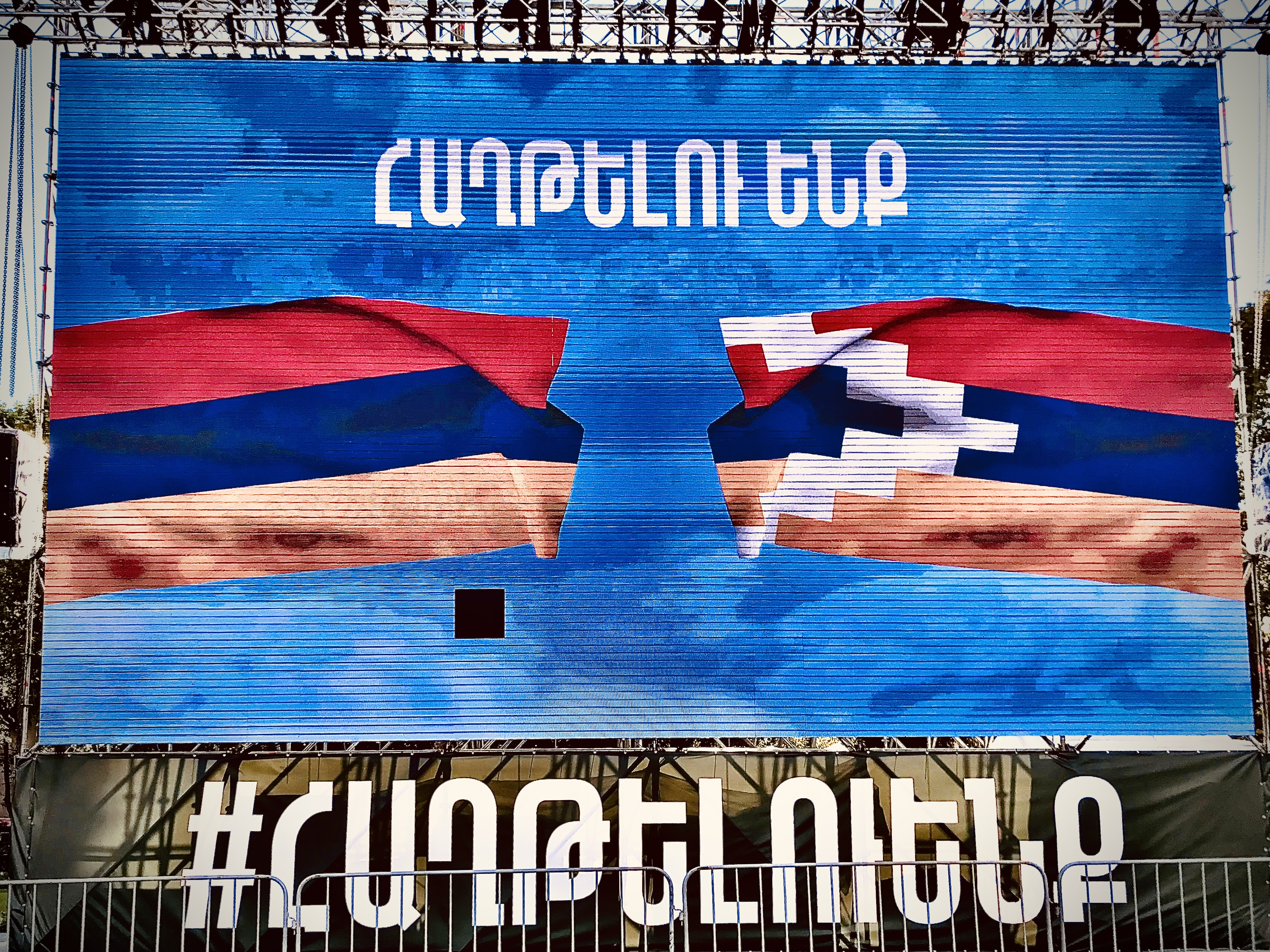
Diffusion des événements de la ligne de front. Place de la République à Erevan.

À la date du 19 octobre, les autorités du Haut-Karabagh annoncent que leurs pertes sont d'au moins 710 morts. Elles font également état de la mort de 36 civils. L'Azerbaïdjan revendique pour sa part la mort de 2 300 soldats séparatistes arméniens à la date du 3 octobre.
En plus des pertes humaines, à la date du 1er octobre l'Azerbaïdjan affirme avoir détruit de nombreuses cibles matérielles militaires arméniennes dont 200 chars et blindés et 150 autres véhicules militaires, 228 pièces d'artillerie, 60 systèmes antiaériens dont un système S-300 et 25 9K33 OSAS, 18 drones ainsi que de nombreux lance-roquettes multiples dont un BM-27. Ces revendications sont appuyées par la publication de nombreuses vidéos de frappes de drones par le ministère de la Défense azerbaïdjanais.
Le 17 octobre, le ministre de la défense azerbaïdjanais annonce avoir abattu un avion arménien de type SU-25,.
En avril 2022, le premier ministre Nikol Pachinian déclare que 3 825 victimes ont été recensées en 44 jours de guerre.
En mai 2021, plusieurs mois après la fin des combats, plus de 70 prisonniers arméniens sont libérés, mais 72 à 200 prisonniers de guerre sont toujours détenus par l’Azerbaïdjan, celui-ci refusant de les libérer, les considérant comme des « terroristes ». Des prisonniers auraient été exécutés.

### Pertes azerbaïdjanaises
Initialement, l'Azerbaïdjan refuse de divulguer ses pertes militaires. Il ne fait état le 27 septembre que de la destruction d'un hélicoptère dont l'équipage aurait survécu au crash. L'Arménie revendique pour sa part la mort d'environ 3 000 militaires azerbaïdjanais à la date du 28 septembre. En décembre 2020, l'Azerbaïdjan annonce un bilan de 2 783 militaires et 93 civils tués. En octobre 2021, le ministère de la défense de l'Azerbaïdjan affirme que le bilan est de 2 908 militaires tués et six disparus.
À la date du 29 septembre, les autorités arméniennes revendiquent la destruction de 6 hélicoptères azerbaïdjanais, 49 drones, 80 chars, 82 véhicules et un avion, la perte d'un Soukhoï Su-25 et de son pilote abattu le 4 octobre est reconnu le 25 décembre. De nombreuses photos et vidéos sont publiées par le ministère de la défense arménien pour appuyer ces déclarations, montrant notamment la destruction de 10 blindés azerbaïdjanais,.
Selon l'Observatoire syrien des droits de l'homme (OSDH), à la date du 20 octobre, 2 050 mercenaires syriens de l'Armée nationale syrienne ont été déployés en Azerbaïdjan et parmi ces derniers, au moins 161 ont été tués au combat et 92 corps ont été ramenés en Syrie.
Selon le procureur général de l'Azerbaïdjan, du 27 septembre au 9 novembre, 93 civils azerbaïdjanais ont été tués et 407 ont été blessés à la suite des attaques des forces arméniennes. Quelque 504 installations civiles, 3 326 maisons privées et 120 immeubles d'habitation ont été endommagés par des tirs d'artillerie et de missiles.

### Pertes russes
Le 9 novembre, vers 17 h 30, un hélicoptère d'attaque Mil Mi-24 de la 102e base militaire russe (stationnée en Arménie) est abattu non loin de la frontière arméno-azerbaïdjanaise à Eraskh au nord-ouest de Nakhitchevan et près de la frontière turque. Il fait deux morts et un blessé selon Moscou, l'appareil a été abattu à l'aide d'un missile sol-air portatif. L'Azerbaïdjan reconnait rapidement, par erreur, avoir abattu l'appareil.

### Autres victimes
Deux journalistes français du quotidien français Le Monde, le reporter Allan Kaval et le photographe Rafael Yaghobzadeh, sont grièvement blessés dans un bombardement azerbaïdjanais le 1er octobre 2020 près de Martouni (Haut-Karabagh),.
Côté arménien, la guerre a causé une forte hausse des contaminations au Covid-19. Alors que la crise sanitaire était jusqu'alors plutôt bien gérée dans le pays, le nombre de personnes contaminées a été multiplié par cinq au cours du mois d'octobre, pour atteindre un peu plus de 23 000 cas recensés.